# Villa Lazzaroni
La Villa Lazzaroni est un parc de la ville de Rome. Il est situé dans le quartier Appio-Latino, et plus précisément dans la zone appelée Alberone, sur le territoire du Municipio de Rome VII. Il couvre un peu plus de 5 hectares.
Il est accessible par l'arrêt Furio Camillo de la ligne A du métro. 